# Karlovice (okres Zlín)
Obec Karlovice se nachází v okrese Zlín ve Zlínském kraji. Žije zde 234 obyvatel.

## Historie
Obec byla založena v roce 1769 a je nejmladší samostatnou obcí na Zlínsku.
V letech 1980–1991 byla součástí města Zlín. Osamostatnila se k 1. lednu 1992.

## Pamětihodnosti
- Kaple Panny Marie Dobré Rady
- několik kamenných křížů
- Žižkův dub

## Galerie

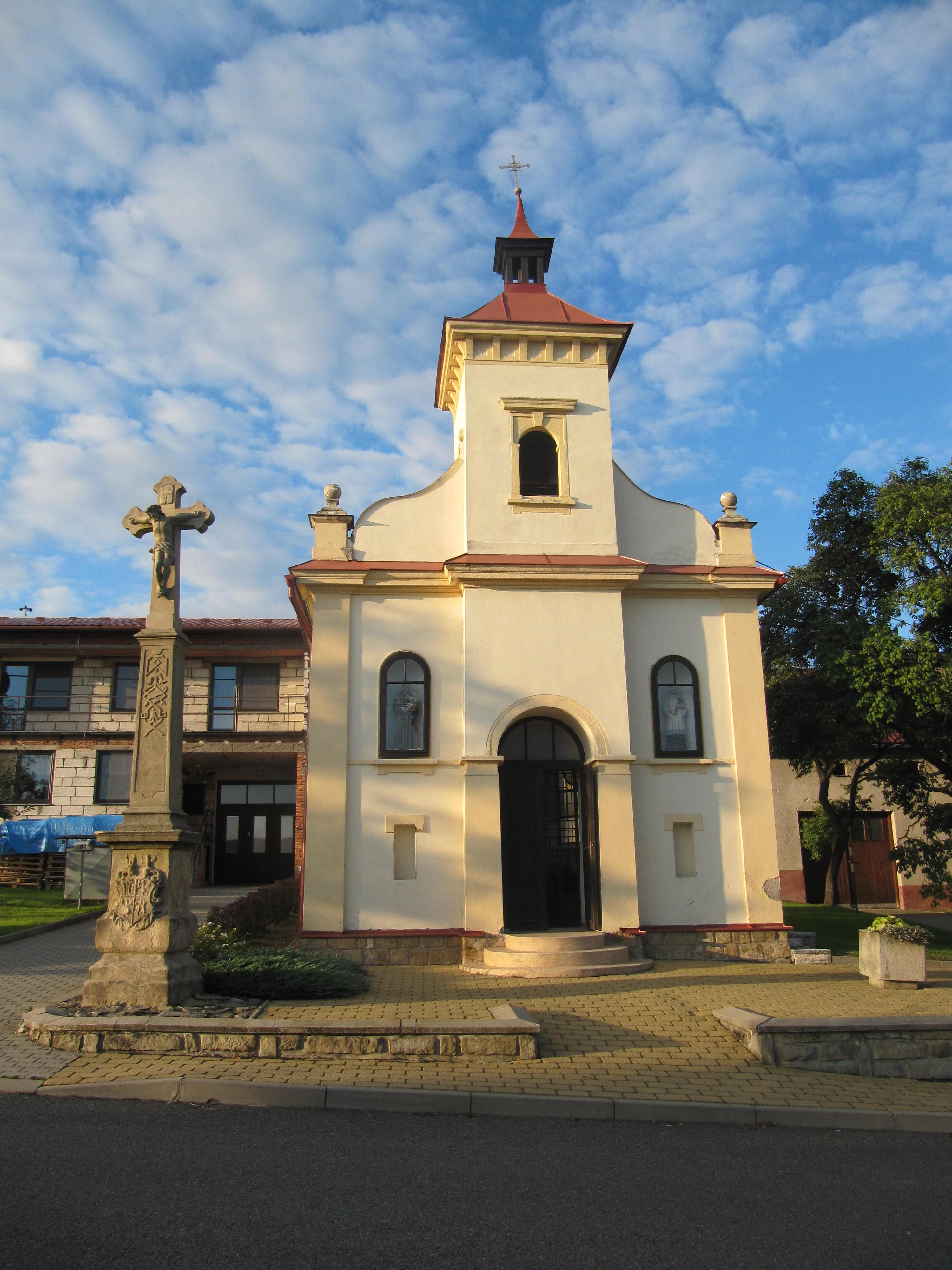
Kaple Panny Marie Matky dobré rady z roku 1904
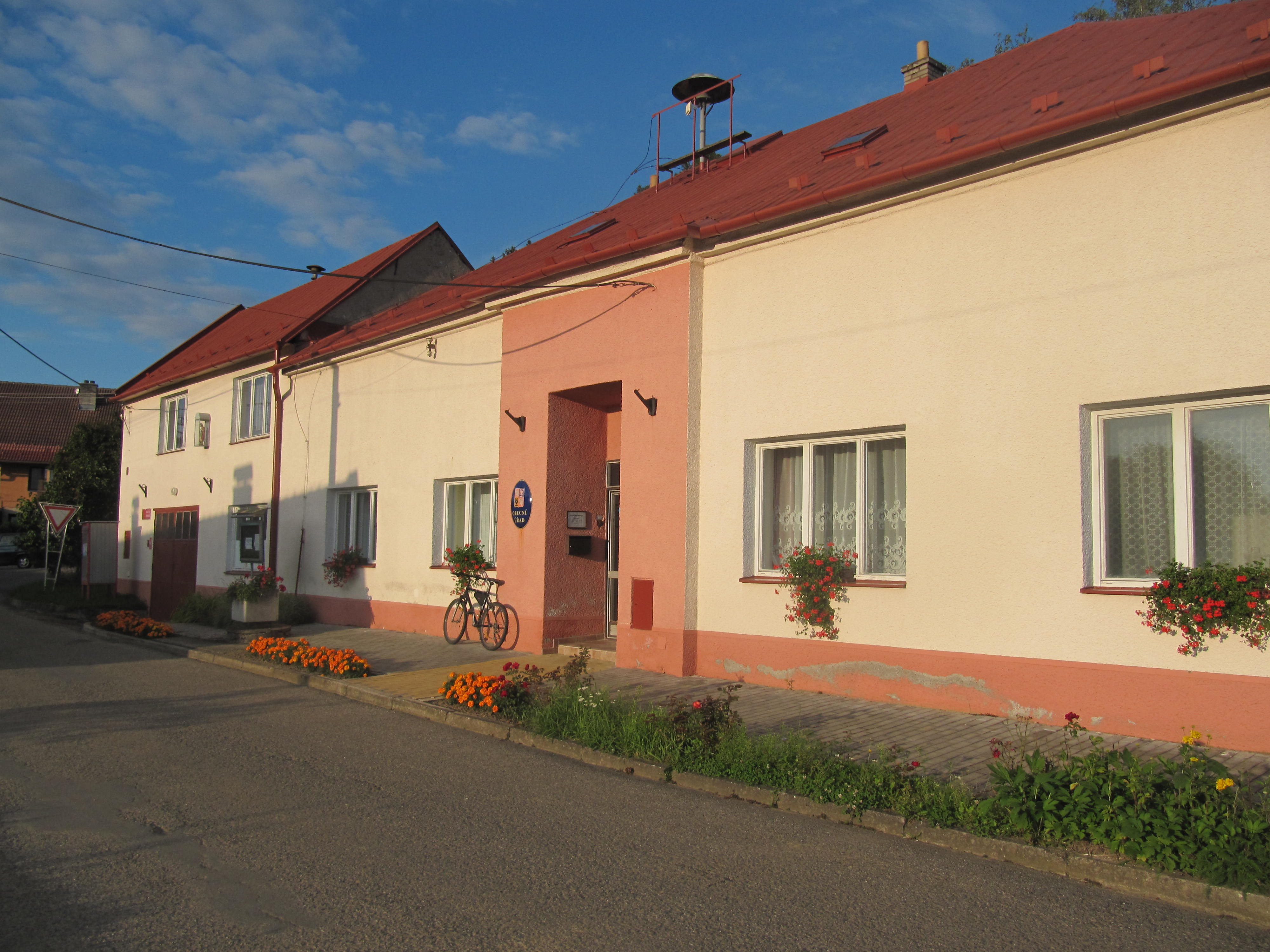
Obecní úřad a požární zbrojnice
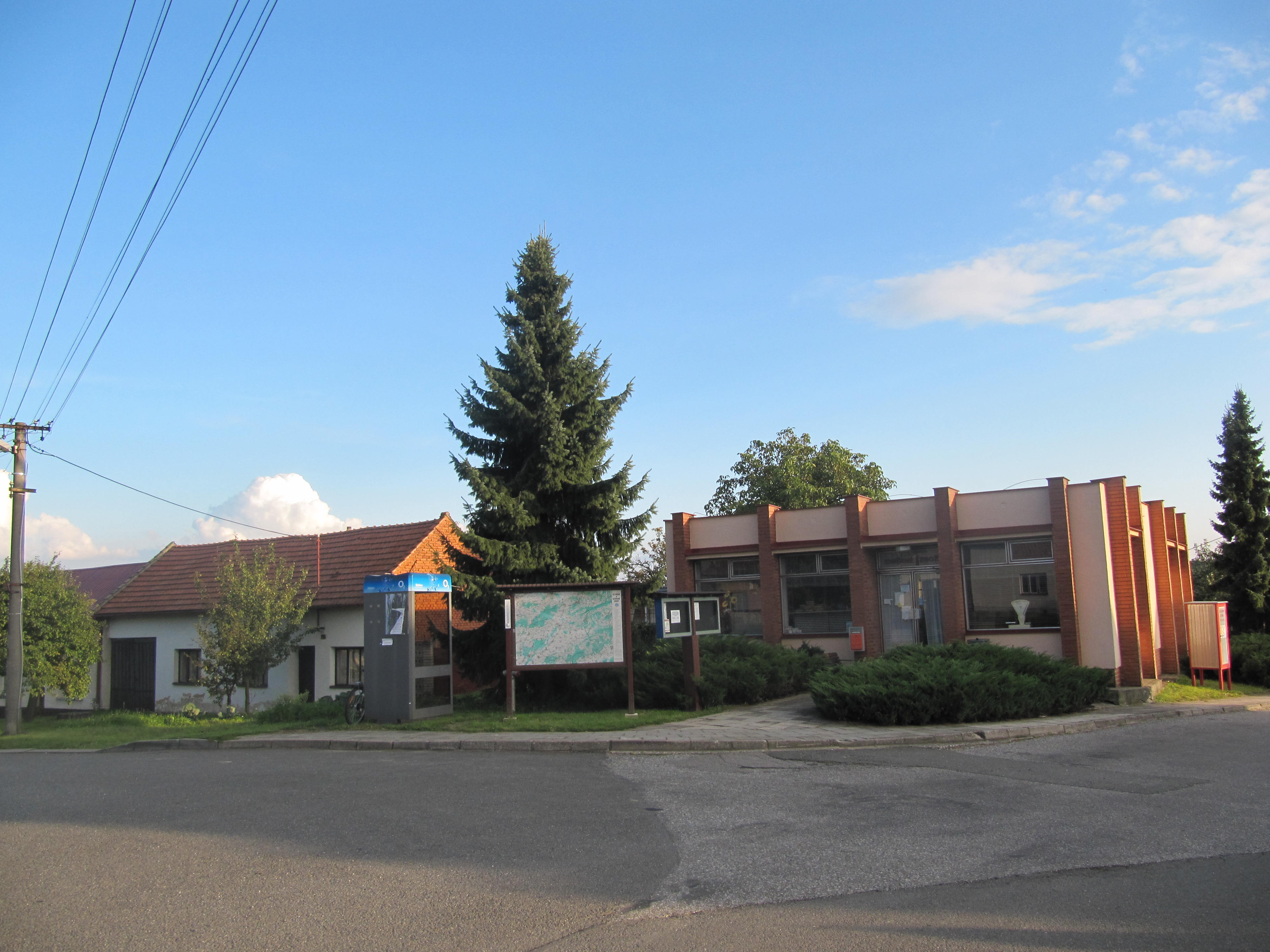
Centrum obce s prodejnou